# Stazione di Alter Zoll
La stazione di Alter Zoll (in tedesco Bahnhof Alter Zoll) è una stazione ferroviaria nel comune svizzero di Altstätten sulla linea Altstätten-Gais.

## Storia
La stazione fu attivata il 18 novembre 1911, in occasione dell'apertura della tratta attualmente in esercizio della ferrovia Altstätten-Gais. Nei pressi della stazione è situato un ristorante omonimo.

## Strutture e impianti
La stazione dispone di 2 binari, di cui uno dotato di marciapiede, per il servizio passeggeri. È dotata di un piccolo fabbricato viaggiatori.

## Movimento
La stazione è servita da treni a cadenza oraria (e che fermano su richiesta) sulla linea S24 della rete celere di San Gallo.